# Monba
Die Monba (auch Monpa, Moinba oder Menba; chinesisch 门巴族, Pinyin Ménbāzú) sind ein indigenes Volk in der Volksrepublik China, in Indien und in Bhutan. In der VR China bilden die Monba eine der kleineren der 55 offiziell anerkannten ethnischen Minderheiten. Nach der letzten Volkszählung im Jahr 2010 zählten sie 10.561 Menschen. Sie leben im Autonomen Gebiet Tibet. Im Südosten Tibets, der von Indien als Bundesstaat Arunachal Pradesh verwaltet, aber von China beansprucht wird, leben rund 50.000 Monba. Sie siedeln dort in den beiden westlichsten Distrikten Tawang und West Kameng. In Bhutan leben weitere rund 3000 Monba.

## Sprachen
Bei den Monba Chinas werden – je nach Siedlungsgebiet – zwei recht unterschiedliche Sprachen gesprochen, die allerdings beide zum Sinotibetischen gehören:
- Tshangla, auch Cangluo-Monba genannt (仓洛门巴语) gehört zu den bodischen Sprachen, einer Untereinheit des Tibetobirmanischen, das einen Primärzweig des Sinotibetischen darstellt. Tshangla wird auch von den Monba Bhutans gesprochen.
- Cona-Monba (错那门巴语) gehört zum ost-kirantischen Zweig der Mahakiranti-Sprachen, die ebenfalls eine Untereinheit des Tibetobirmanischen bilden. Cona-Monba wird auch von den Monba im indisch kontrollierten Teil Tibets gesprochen.

## Religion
Neben den tradierten autochthonen Glaubensvorstellungen gibt es auch einen wachsenden Einfluss des tibetischen Buddhismus.

## Verbreitungsgebiete der Monba Chinas auf Kreisebene (2000)
Für die Verbreitungsgebiete wurden nur Werte über 0,10 % berücksichtigt.
| Übergeordnete Provinzebene            | Übergeordnete Bezirksebene | Stadt, Kreis, Stadtbezirk        | Anzahl der Monba | Anteil aller Monba Chinas |
| ------------------------------------- | -------------------------- | -------------------------------- | ---------------- | ------------------------- |
| Autonomes Gebiet Tibet                | Stadt Nyingchi             | Kreis Mêdog (墨脱县)             | 6.905            | 77,38 %                   |
| Autonomes Gebiet Tibet                | Stadt Nyingchi             | Stadtbezirk Bayi (巴宜区)        | 643              | 7,21 %                    |
| Autonomes Gebiet Tibet                | Regierungsbezirk Shannan   | Kreis Cona (错那县)              | 612              | 6,86 %                    |
| Autonomes Gebiet Tibet                | Stadt Nyingchi             | Kreis Mainling (米林县)          | 178              | 1,99 %                    |
| Autonomes Gebiet Tibet                | Stadt Lhasa                | Stadtbezirk Chengguan (城关区)   | 81               | 0,91 %                    |
| Regierungsunmittelbare Stadt Shanghai | Stadt Shanghai             | Stadtbezirk Zhabei (闸北区)      | 75               | 0,84 %                    |
| Autonomes Gebiet Tibet                | Regierungsbezirk Shannan   | Kreis Nêdong (乃东县)            | 31               | 0,35 %                    |
| Provinz Sichuan                       | Stadt Chengdu              | Stadtbezirk Wuhou (武侯区)       | 26               | 0,29 %                    |
| Provinz Fujian                        | Stadt Sanming              | Stadtbezirk Meilie (梅列区)      | 20               | 0,22 %                    |
| Provinz Sichuan                       | Stadt Luzhou               | Stadtbezirk Jiangyang (江阳区)   | 17               | 0,19 %                    |
| Provinz Gansu                         | Stadt Lanzhou              | Stadtbezirk Chengguan (城关区)   | 13               | 0,15 %                    |
| Provinz Sichuan                       | Stadt Chengdu              | Stadtbezirk Jinniu (金牛区)      | 10               | 0,11 %                    |
| Autonomes Gebiet Tibet                | Stadt Nyingchi             | Kreis Gongbo'gyamda (工布江达县) | 10               | 0,11 %                    |
| Provinz Sichuan                       | Stadt Suining              | Stadtbezirk Shizhong (市中区)    | 9                | 0,10 %                    |
| Rest Chinas                           |                            |                                  | 293              | 3,28 %                    |

## Nationalitätengemeinden der Monba im Autonomen Gebiet Tibet
| Bezirksebene             | Kreisebene                | Nationalitätengemeinde                    | Fläche  | Anzahl der Monba-Einwohner |
| ------------------------ | ------------------------- | ----------------------------------------- | ------- | -------------------------- |
| Stadt Nyingchi           | Stadtbezirk Bayi (巴宜区) | Gemeinde Güncang der Monba (更章门巴族乡) | 390 km² | 640                        |
| Regierungsbezirk Shannan | Kreis Cona (错那县)       | Gemeinde Gyiba der Monba (吉巴门巴族乡)   | 267 km² | 199                        |
| Regierungsbezirk Shannan | Kreis Cona (错那县)       | Gemeinde Gomri der Monba (贡日门巴族乡)   | 213 km² | 155                        |
| Regierungsbezirk Shannan | Kreis Cona (错那县)       | Gemeinde Narmang der Monba (麻玛门巴族乡) | 79 km²  | 101                        |
| Regierungsbezirk Shannan | Kreis Cona (错那县)       | Gemeinde Lai der Monba (勒门巴族乡)       | 280 km² | 93                         |